# 日扎瓦河
日扎瓦河（烏克蘭語：Жижава），是烏克蘭的河流，位於該國西部，屬於斯特雷河的右支流，流經伊萬諾-弗蘭科夫斯克州和利沃夫州，河道全長46公里，流域面積208平方公里。